# Helicopis medialis
Helicopis medialis är en fjärilsart som beskrevs av William Schaus och Cockerell 1923. Helicopis medialis ingår i släktet Helicopis och familjen Riodinidae. Inga underarter finns listade i Catalogue of Life.